# 肥貓
肥貓源自英文的直譯，指經營不善卻領取高於一般行情的薪資與紅利的企業高階主管（經理人、董事等）；台灣則引申將吃公帑但不做事、甚至做壞事的公務員也稱為肥貓。